# 명천군
명천군(明川郡)은 함경북도의 군이다. 군의 북쪽은 명간군, 서쪽은 길주군, 남쪽은 화대군과 접하여 있고, 동쪽은 동해에 면하여 있다.

## 지리
칠보산이 동쪽으로 우뚝 서 있고, 온천이 몇 군데 있다. 칠보산은 소금강으로 불리는 명경(明景)으로 잘 알려져 있으며 발해때 지어진 개심사가 위치해 있다.

## 역사
| Daedongyeojido (Gyujanggak) 04-02.jpg | Daedongyeojido (Gyujanggak) 04-01.jpg |
| Daedongyeojido (Gyujanggak) 05-02.jpg | Daedongyeojido (Gyujanggak) 05-01.jpg |

옥저(동옥저)의 지역이었고, 고구려에 흡수되었다. 고구려 멸망 후 한때 당나라의 지배를 받다가 발해에 속하였다. 발해 멸망 후에는 여진족의 세력 하에 있었는데, 1107년 윤관이 여진을 정벌하고 동북 9성을 쌓을 당시 고려의 판도에 들어갔다가 2년 만에 철수하여 이후 금나라, 원나라의 지배를 받았다.
고려 공민왕 때 수복되어 길주만호부에 속했고, 조선 태조 7년(1398년)에 길주목에 속했다.

### 행정 구역
1467년(세조 13년)에 일어난 이시애의 난의 여파로 이듬해인 1468년에 길주목이 길성현으로 강등되고 영평령을 경계로 그 동쪽 땅을 떼어 명천현이 신설되었다.
1952년 12월 행정구역 개편 때 명천군을 3분하여 남쪽의 하가면, 하고면, 상가면(초장·낙동·연덕·판령리 제외)과 상고면 목진리 지역을 관할로 화대군을 신설하고, 북쪽의 하우면, 상우북면, 상우남면, 서면과 동면(양견리 제외) 지역을 관할로 명간군을 신설하였다. 1954년에는 보촌리 일부와 화성군의 양화리 일부를 통합하여 황진리를 신설하였으며, 1961년에는 개심리를 보촌리로 병합시켰다.
명천군의 행정구역은 현재 1읍과 2구, 13리로 구성되어있다.
- 명천읍 (明川邑)
- 룡암로동자구 (龍岩勞動者區)
- 독포로동자구 (讀浦勞動者區)
- 고참리 (古站里)
- 만호리 (萬戶里)
- 황곡리 (黃谷里)
- 사리 (沙里)
- 양정리 (楊亭里)
- 다호리 (茶湖里)
- 마산리 (馬山里)
- 연덕리 (淵德里)
- 락동리 (洛東里)
- 포중리 (浦中里)
- 포하리 (浦下里)
- 보촌리 (寶村里)
- 황진리 (黃津里)